# Emma McKeon
Emma McKeon (ur. 24 maja 1994 w Wollongong) – australijska pływaczka specjalizująca się w stylu dowolnym i motylkowym, sześciokrotna mistrzyni olimpijska, wielokrotna mistrzyni świata i rekordzistka globu w sztafecie.

## Kariera pływacka
W 2010 roku zdobyła sześć medali igrzysk olimpijskich młodzieży. W tym samym roku była trzecia w mistrzostwach świata na krótkim basenie w Dubaju w sztafecie 4 × 100 m stylem zmiennym.
Trzy lata później wywalczyła srebrne medale mistrzostw świata w Barcelonie w sztafetach 4 × 100 i 4 × 200 m stylem dowolnym oraz w sztafecie 4 × 100 m stylem zmiennym.
Na mistrzostwach świata w Kazaniu w 2015 roku zdobyła dwa medale w sztafetach. Złoto wywalczyła w konkurencji 4 × 100 m stylem dowolnym, a brąz na dystansie 4 × 100 m stylem zmiennym. Płynęła również w konkurencji 200 m kraulem i zajęła w niej siódme miejsce.
Podczas igrzysk olimpijskich w Rio de Janeiro wywalczyła cztery medale. W konkurencjach indywidualnych zdobyła brąz na dystansie 200 m stylem dowolnym. W sztafecie 4 × 100 m stylem dowolnym razem z Brittany Elmslie, Bronte Campbell i Cate Campbell zdobyła mistrzostwo olimpijskie i poprawiła rekord świata, uzyskując 3:30,65. Płynęła także w sztafetach 4 × 200 m stylem dowolnym i 4 × 100 m stylem zmiennym, gdzie wywalczyła srebrne medale.
W 2017 roku na mistrzostwach świata w Budapeszcie jako pierwsza Australijka w historii tych zawodów zdobyła sześć medali. Indywidualnie McKeon wywalczyła srebro na dystansie 100 m stylem motylkowym, czasem 56,18 ustanawiając nowy rekord Australii i Oceanii. W konkurencji 200 m stylem dowolnym uzyskała czas 1:55,18 i zajęła drugie miejsce ex aequo z Amerykanką Katie Ledecky. Srebrne medale zdobyła także w sztafecie kobiecej 4 × 100 m stylem dowolnym oraz sztafecie mieszanej 4 × 100 m stylem zmiennym, w której Australijczycy pobili rekord Oceanii. W
sztafetach kobiet 4 × 200 m kraulem i 4 × 100 m stylem zmiennym wywalczyła brąz.
Podczas igrzysk olimpijskich w Tokio w 2021 roku jako pierwsza pływaczka i druga kobieta w historii tych zawodów zdobyła siedem medali. 